# Pelagothuria natatrix
Pelagothuria natatrix is een zeekomkommer uit de familie Pelagothuriidae. De wetenschappelijke naam van de soort werd in 1893 gepubliceerd door Hubert Ludwig. Het is de enige soort uit het monotypische geslacht Pelagothuria.
De zeekomkommer heeft een geleiachtig lichaam met tentakels die een parapluvorm hebben. Deze worden gebruikt om mee te zwemmen, de 'paraplu' wordt hiertoe geopend en gesloten als bij een kwal.
Pelagothuria natatrix is een echte diepzeebewoner.

## Synoniemen

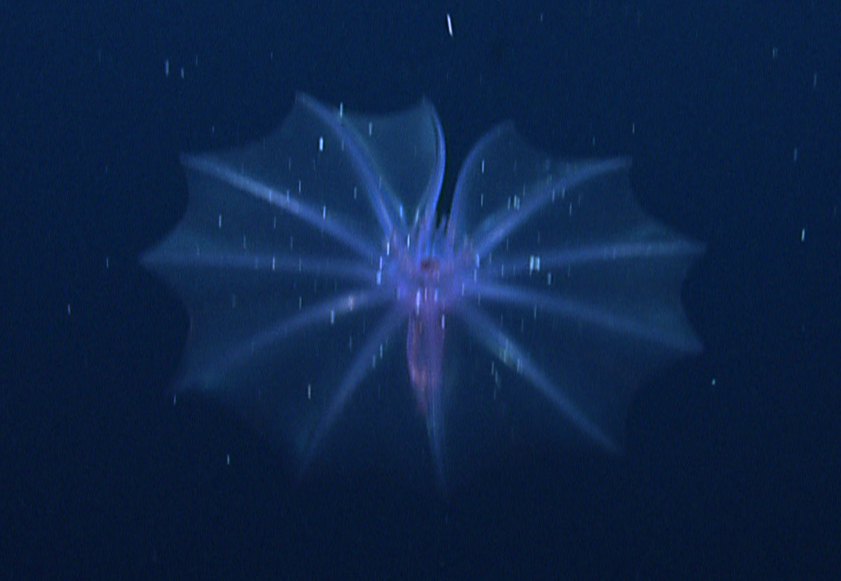
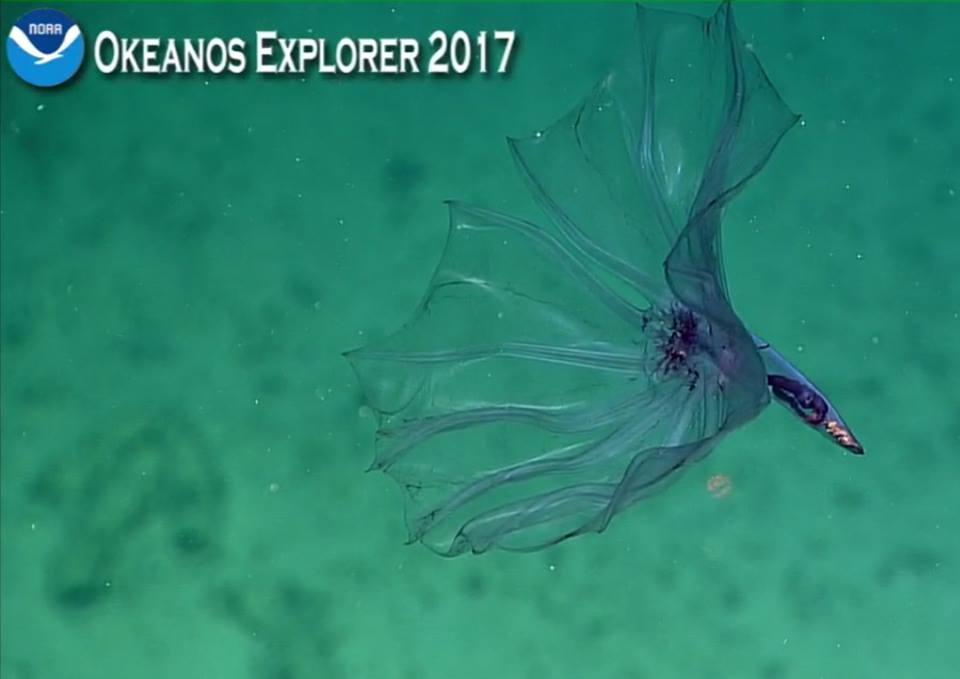
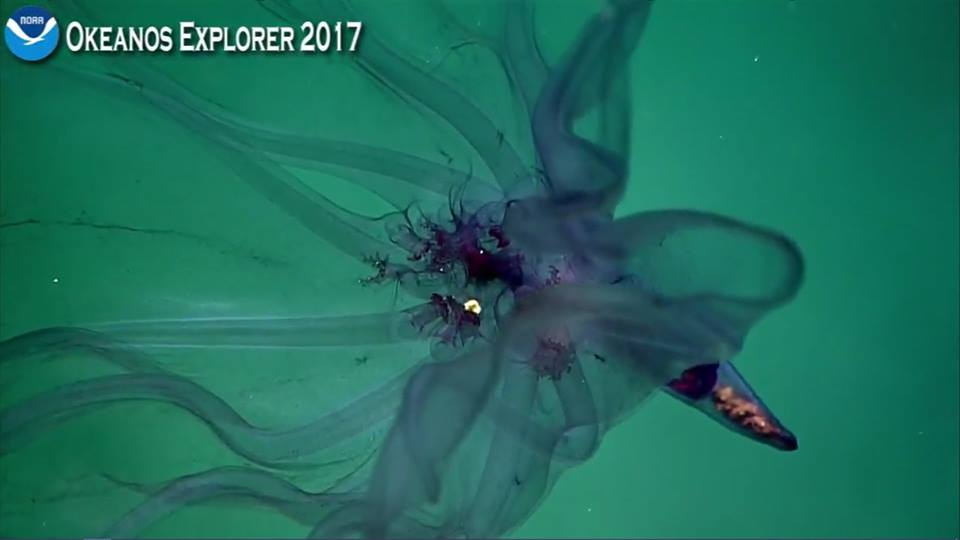

- Pelagothuria ludwigi Chun, 1900